# انتخابات البرلمان الأوروبي 2024
انتخابات البرلمان الأوروبي لعام 2024 (بالإنجليزية: 2024 European Parliament election)‏. أُجريت في الفترة من 6 إلى 9 يونيو 2024. تعتبر هذه الانتخابات العاشرة منذ أول انتخابات مباشرة في عام 1979، كما أنها أول انتخابات للبرلمان الأوروبي بعد خروج بريطانيا من الاتحاد.

## ملخص
من المتوقع أن تكون هذه الانتخابات واحدة من أكثر الانتخابات إثارة للجدل في تاريخ البرلمان الأوروبي، يعود ذلك إلى صعود الأحزاب اليمينية المتطرفة في استطلاعات الرأي. كما أن حزب الشعب الأوروبي على وجه الخصوص أثار الدهشة نظرًا لجهوده لجذب الأحزاب ضمن كتلة المحافظون لإنشاء كتلة محافظة واسعة يمكن أن تزعزع توازن القوى الذي استمر لفترة طويلة بين حزب الشعب الأوروبي مع الاشتراكيين والديمقراطيين من يسار الوسط ومجموعة تجديد أوروبا الوسطية.

## النظام الانتخابي

### محاولات الإصلاح الانتخابي
اقترح تقرير في البرلمان الأوروبي في فبراير 2023 وتم إقراره في يونيو 2023 تعديل تخصيص المقاعد في البرلمان الأوروبي وزيادة عدد أعضاء البرلمان الأوروبي مرة أخرى من أجل التكيف مع تطور السكان والحفاظ على النسبية التنازلية. سيتخذ المجلس الأوروبي بالإجماع، القرار النهائي بشأن حجم البرلمان الأوروبي وحصة المقاعد الوطنية. في 26 يوليو 2023، توصل المجلس إلى اتفاق مبدئي يقضي بزيادة عدد مقاعد البرلمان الأوروبي لتصبح 720 مقعدًا. وفي 13 سبتمبر 2023، وافق البرلمان الأوروبي على هذا القرار، الذي اعتمده المجلس الأوروبي في 22 سبتمبر 2023.

### نظام المرشح الرئيسي
في الفترة التي سبقت انتخابات البرلمان الأوروبي 2014، تم الكشف عن نظام غير رسمي جديد لاختيار رئيس المفوضية الأوروبية ينص على أن أي مجموعة حزبية تفوز بأكبر عدد من المقاعد تريد أن يصبح مرشحها الرئيسي رئيسًا للمفوضية. وفي عام 2014، تم في نهاية المطاف ترشيح جان كلود يونكر باعتباره مرشح المجموعة الأكبر لرئاسة المفوضية وتم انتخابه لاحقاً. وهدف قادة الأحزاب الأوروبية إلى إعادة تقديم النظام في عام 2019، حيث يقومون باختيار المرشحين الرئيسيين وتنظيم مناظرة متلفزة بين هؤلاء المرشحين. في أعقاب الانتخابات، تم اختيار وزيرة الدفاع الألمانية أورسولا فون دير لاين رئيسة للمفوضية، على الرغم من أنها لم تكن مرشحة قبل الانتخابات، في حين لم يتم ترشيح مانفريد ويبر، الذي كان المرشح الرئيسي لحزب الشعب الأوروبي الذي حصل على أكبر عدد من المقاعد. وبعد عدم تطبيق هذا النظام خلال انتخابات العام 2019، دعا البعض إلى إعادة إحياء نظام المرشح الرئيسي في الانتخابات المقبلة.
خلال العام 2023 أعلن كلاً من حزب الشعب الأوروبي والحزب الأخضر الأوروبي وحزب اليسار الأوروبي عن عزمهما تقديم مرشح رئيسي في لانتخابات العام 2024، في حين رفض كلاً من حزب المحافظون والإصلاحيون الأوروبيون ‏ وحزب الهوية والديمقراطية ‏ القيام بذلك.

### توزيع المقاعد
نتيجة خروج بريطانيا من الاتحاد الأوروبي، تم توزيع 27 مقعدًا من المقاعد التي كان يشغلها ممثلو المملكة المتحدة على دول أخرى وذلك في يناير 2020 (حيث تم منح المقاعد للمنتجبين الذين لم يكونو حصلو على مقاعدهم بعد). كما تم إلغاء المقاعد الـ 46 الأخرى الأمر الذي أدى إلى تقليص إجمالي عدد أعضاء البرلمان الأوروبي من 751 إلى 705.
اقترح تقرير في البرلمان الأوروبي في فبراير 2023 وتم إقراره في يونيو 2023 تعديل التقسيم في البرلمان الأوروبي وزيادة عدد أعضاء البرلمان الأوروبي مرة أخرى من أجل التكيف مع تطور السكان والحفاظ على النسبية التنازلية. سيتخذ المجلس الأوروبي القرار النهائي بالإجماع بشأن حجم البرلمان الأوروبي وحصة المقاعد الوطنية. وفي 26 يوليو 2023، توصل المجلس إلى اتفاق مبدئي يقضي بزيادة حجم البرلمان الأوروبي إلى 720 مقعدًا. وفي 13 سبتمبر 2023، وافق البرلمان الأوروبي على هذا القرار، الذي اعتمده المجلس الأوروبي في 22 سبتمبر 2023.

## النظام الانتخابي حسب الدولة
| الدولة العضو   | عدد المقاعد | تاريخ الانتخابات  | سن التصويت | التصويت إلزامي | التصويت الغيابي    | عمر المرشح | عدد الدوائر الانتخابية | العتبة الانتخابية | النظام الانتخابي            | اختيار المرشحين             |
| -------------- | ----------- | ----------------- | ---------- | -------------- | ------------------ | ---------- | ---------------------- | ----------------- | --------------------------- | --------------------------- |
| إسبانيا        | 61 (+2)     | سيتم تحديده لاحقاً | 18         | لا             | بالبريد            | 18         | 1                      | —                 | هوندت                       | القائمة المغلقة             |
| إستونيا        | 7           | 9 يونيو           | 18         | لا             | بالبريد وإلكترونياً | 21         | 1                      | —                 | هوندت                       | القائمة المفتوحة            |
| ألمانيا        | 96          | 9 يونيو           | 16         | لا             | بالبريد            | 18         | 16                     | —                 | سانت ليغو                   | القائمة المغلقة             |
| أيرلندا        | 14 (+1)     | سيتم تحديده لاحقاً | 18         | لا             | —                  | 21         | 3                      | غ/م               | الصوت الواحد القابل للتحويل | الصوت الواحد القابل للتحويل |
| إيطاليا        | 76          | سيتم تحديده لاحقاً | 18         | لا             | —                  | 25         | 5                      | 4%                | المتبقي الأكبر              | القائمة المفتوحة            |
| البرتغال       | 21          | سيتم تحديده لاحقاً | 18         | لا             | —                  | 18         | 1                      | —                 | هوندت                       | القائمة المغلقة             |
| بلجيكا         | 22 (+1)     | 9 يونيو           | 16         | نعم            | بالبريد وبالنيابة  | 21         | 3                      | 5%                | هوندت                       | القائمة نصف المفتوحة        |
| بلغاريا        | 17          | سيتم تحديده لاحقاً | 18         | لا             | —                  | 21         | 1                      | —                 | المتبقي الأكبر              | القائمة نصف المفتوحة        |
| بولندا         | 53 (+1)     | سيتم تحديده لاحقاً | 18         | لا             | —                  | 21         | 13                     | 5%                | هوندت                       | القائمة المفتوحة            |
| جمهورية التشيك | 21          | 7 و 8 يونيو       | 18         | لا             | —                  | 21         | 1                      | 5%                | هوندت                       | القائمة نصف المفتوحة        |
| الدنمارك       | 15 (+1)     | 9 يونيو           | 18         | لا             | بالبريد            | 18         | 1                      | —                 | هوندت                       | القائمة المفتوحة            |
| رومانيا        | 33          | 9 يونيو           | 18         | لا             | —                  | 23         | 1                      | 5%                | هوندت                       | القائمة المغلقة             |
| سلوفاكيا       | 15 (+1)     | سيتم تحديده لاحقاً | 18         | لا             | —                  | 21         | 1                      | 5%                | المتبقي الأكبر              | القائمة نصف المفتوحة        |
| سلوفينيا       | 9 (+1)      | سيتم تحديده لاحقاً | 18         | لا             | بالبريد            | 18         | 1                      | —                 | هوندت                       | القائمة نصف المفتوحة        |
| السويد         | 21          | 9 يونيو           | 18         | لا             | بالبريد            | 18         | 1                      | 4%                | سانت ليغو المعدلة           | القائمة نصف المفتوحة        |
| فرنسا          | 81 (+2)     | 9 يونيو           | 18         | لا             | بالنيابة           | 18         | 1                      | 5%                | هوندت                       | القائمة المغلقة             |
| فنلندا         | 15 (+1)     | 9 يونيو           | 18         | لا             | بالبريد            | 18         | 1                      | —                 | هوندت                       | القائمة المفتوحة            |
| قبرص           | 6           | سيتم تحديده لاحقاً | 18         | نعم            | —                  | 21         | 1                      | 1.8%              | المتبقي الأكبر              | القائمة المفتوحة            |
| كرواتيا        | 12          | سيتم تحديده لاحقاً | 18         | لا             | —                  | 18         | 1                      | 5%                | هوندت                       | القائمة نصف المفتوحة        |
| لاتفيا         | 9 (+1)      | 8 يونيو           | 18         | لا             | بالبريد            | 21         | 1                      | 5%                | سانت ليغو                   | القائمة المفتوحة            |
| لوكسمبورغ      | 6           | سيتم تحديده لاحقاً | 18         | نعم            | بالبريد            | 18         | 1                      | —                 | هوندت                       | مزيج                        |
| ليتوانيا       | 11          | سيتم تحديده لاحقاً | 18         | لا             | بالبريد            | 21         | 1                      | 5%                | المتبقي الأكبر              | القائمة المفتوحة            |
| مالطا          | 6           | 8 يونيو           | 16         | لا             | —                  | 18         | 1                      | غ/م               | الصوت الواحد القابل للتحويل | الصوت الواحد القابل للتحويل |
| المجر          | 21          | 9 يونيو           | 18         | لا             | بالبريد            | 18         | 1                      | 5%                | هوندت                       | القائمة المغلقة             |
| النمسا         | 20 (+1)     | 9 يونيو           | 16         | لا             | بالبريد            | 18         | 1                      | 4%                | هوندت                       | القائمة نصف المفتوحة        |
| هولندا         | 31 (+2)     | 6 يونيو           | 18         | لا             | بالبريد وبالنيابة  | 18         | 1                      | ~3.2%             | هوندت                       | القائمة نصف المفتوحة        |
| اليونان        | 21          | سيتم تحديده لاحقاً | 17         | نعم            | —                  | 25         | 1                      | 3%                | المتبقي الأكبر              | القائمة المفتوحة            |

## الحملات

### مستقبل أورسولا فون دير لاين
إذا تم استخدام نظام المرشح الرئيسي في عام 2024، فقد تواجه أورسولا فون دير لاين، رئيسة المفوضية الأوروبية الحالية، معركة شاقة للوصول إلى ولاية ثانية. على الرغم من أن المستشار الألماني أولاف شولتز ألمح إلى أنه سيدعم فون دير لاين إذا اختارت الترشح للمنصب مرة أخرى، فقد وافق الائتلاف أيضًا على دعم نظام المرشحين الأوفر حظًا. يشكل هذا تحدياً لترشيح فون دير لاين لأن هذا يمنح المجال لمانفريد ويبر، زعيم حزب الشعب الأوروبي في البرلمان الأوروبي، وعضو الاتحاد الاجتماعي المسيحي الألماني، لاقتراح مرشحين بديلين، مثل روبرتا ميتسولا، أو لمطالبة فون دير لاين. الترشح للبرلمان لتأمين دعم حزبها. حتى أكتوبر 2023، لم تعلن فون دير لاين بعد ما إذا كانت تهدف لولاية ثانية كرئيسة للمفوضية.

## استطلاعات الرأي

استطلاعات الرأي لحصة التصويت الشعبي للمجموعات في برلمان الاتحاد الأوروبي.

الرسم البياني أدناه يصور استطلاعات الرأي لحصة التصويت الشعبي للمجموعات في برلمان الاتحاد الأوروبي باستخدام متوسط متحرك 6 استطلاعات.

## الخلافات

### التضارب مع العيد الوطني في البرتغال
التواريخ المختارة لإجراء الانتخابات تتعارض مع عطلة نهاية أسبوع طويلة في البرتغال، بسبب الاحتفالات بيوم البرتغال ‏ في 10 يونيو، وهذا ما قد يؤدي إلى إضعاف نسبة المشاركة في الانتخابات. لم يتم إجراء أي تغيير على الموعد الافتراضي وهو 6-9 يونيو على الرغم من محاولة القادة البرتغاليين إيجاد حلول وسط، كون هذا التغيير يتطلب إجماع الدول الأعضاء.

### قطرغيت
أدت فضيحة قطرغيت المستمرة منذ ديسمبر 2022 إلى زعزعة استقرار البرلمان الأوروبي بعد اعتقال العديد من أعضاء البرلمان الأوروبي بما في ذلك مارك تارابيلا ‏ وأندريا كوزولينو ‏ وإيفا كايلي التي تم تجريدها من منصب نائب الرئيس. ومن بين المشتبه بهم الآخرين في القضية فرانشيسكو جيورجي المساعد البرلماني لعضو البرلمان الأوروبي أندريا كوزولينو ‏ وأنطونيو بانزيري ‏ مؤسس منظمة مكافحة الإفلات من العقاب غير الحكومية ونيكولو فيجا تالامانكا رئيس منظمة "لا سلام بدون عدالة" غير الحكومية ولوكا فيسينتيني ‏ الأمين العام لاتحاد النقابات الدولي.